# Ftono

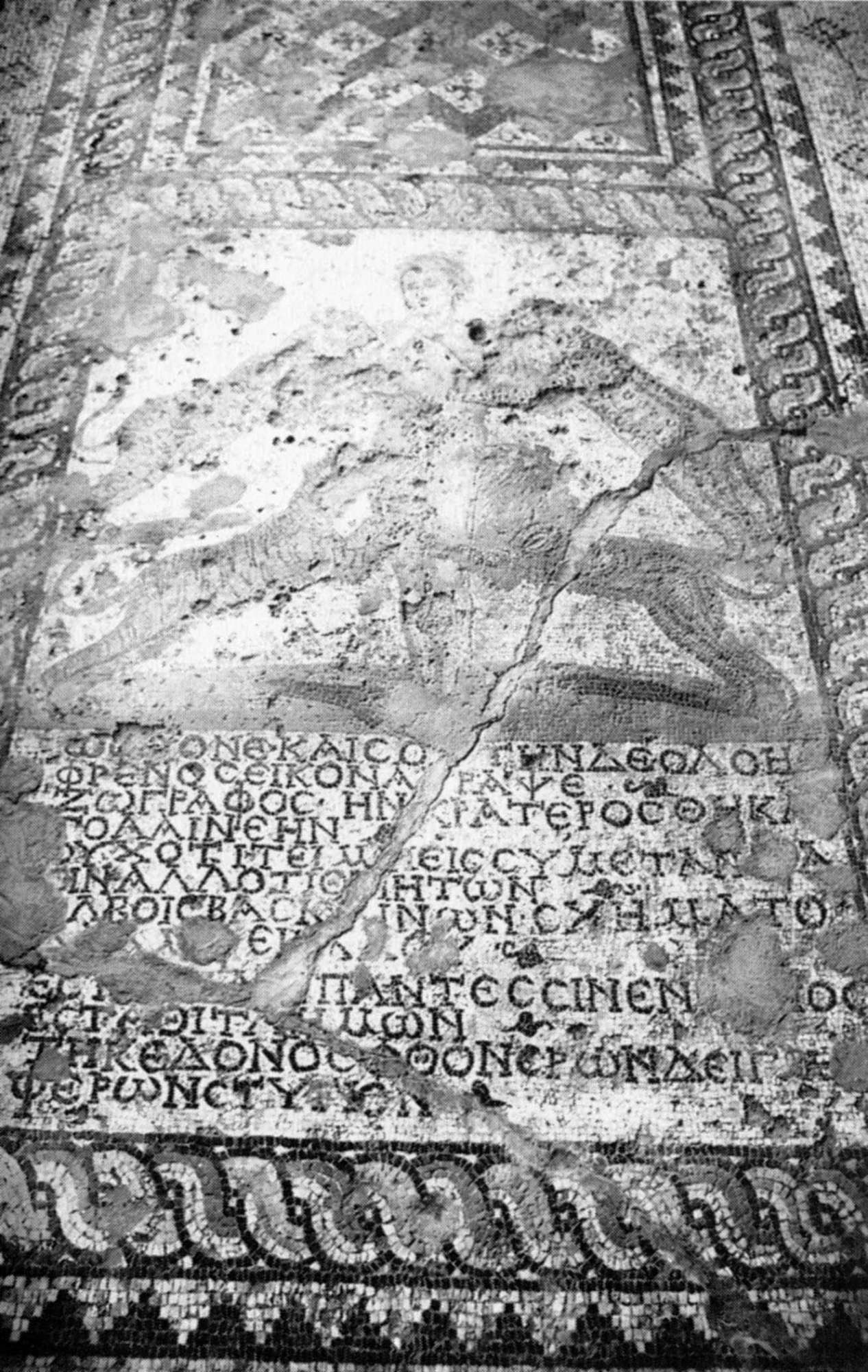
Ftono é rasgado por animais selvagens. Mosaico com inscrição apotropaica em uma entrada. aproximadamente 300 dC em Cefalônia.

Na mitologia grega, Ftono ou Phthónos (em grego Φθόνος, "inveja", "ciúme") é a personificação e o deus dos ciúmes e da inveja. Por muitas vezes é comparado e ligado à deusa do caos e da discórdia, Éris por sempre causar os mesmos efeitos que a deusa, usando e abusando do ciúmes e inveja para criar brigas entre todos. Além disso, ambos são Daemons.
Este deus, enciumado de Dioniso antes mesmo dele nascer, provocou o ciúme de Atena, com uma imagem de Ares com uma armadura coberta de sangue falso, e o ciúme de Hera, mandando a deusa procurar outro marido no céu, porque Zeus agora ficaria com Sêmele, e continuou provocando Hera e Atena, lembrando dos vários casos de Zeus e prevendo feitos heroicos para Dioniso.
Ireneu de Lyon, em seu livro Contra Heresias, um ataque ao Gnosticismo, cita uma das heresias gnósticas, em que o primeiro anjo, que não tinha uma esposa, uniu-se a Audácia (audácia) e teve filhos: Cacia (imoralidade), Zelo (entusiasmo), Ftono (inveja), Erínia (fúria) e Epitimia (luxúria).